# Collision aérienne de San Diego
La collision aérienne de San Diego a lieu le 25 septembre 1978 entre un avion léger Cessna 172 et un Boeing 727-200 effectuant le vol Pacific Southwest Airlines 182 reliant Sacramento à San Diego, avec une escale prévue à Los Angeles, en Californie. Les deux appareils s'écrasent sur North Park, un quartier de San Diego. 
L'écrasement du Boeing 727 provoque la mort des 135 personnes à bord et de sept personnes au sol, dont deux enfants. Avec les deux personnes à bord du Cessna, l'accident fait un total de 144 morts. Neuf personnes au sol sont également blessées et une vingtaine de maisons sont détruites ou endommagées par l'impact et les débris. 
Il s'agit à la fois du premier accident mortel impliquant un appareil de Pacific Southwest Airlines, mais également de la pire catastrophe aérienne survenue dans l'État de Californie. À l'époque, il s'agit de l'accident aérien le plus meurtrier de l'histoire des États-Unis, mais moins d'un an plus tard il est dépassé par l'accident du vol American Airlines 191 qui fait 273 morts.

## Compagnie aérienne
Pacific Southwest Airlines (PSA) a commencé ses opérations en 1949 et était l'une des premières compagnies aériennes low-cost aux États-Unis. Dans les années 1970, elle fonctionnait avec le slogan « La compagnie aérienne la plus sympathique au monde » et était connue pour ses avions peints de couleurs vives, ses agents de bord vêtus de minijupes et de talons hauts et les annonces humoristiques de l'équipage sur le système de sonorisation. La compagnie aérienne était également fière de son dossier de sécurité, et en 1978, elle entrait dans sa 29e année d'activité sans accident mortel. 
En 1969, il y avait déjà eu une collision entre un Boeing 727 de la compagnie et un Cessna 182 qui décollait de San Francisco. Elle avait seulement été classée comme incident, car le 727 n'avait pas subi de dommages importants et avait poursuivi son vol vers Ontario, et le Cessna avait pu atterrir en sécurité.

## Avions et équipages

### Boeing 727
Le matin du lundi 25 septembre 1978, le vol 182 de Pacific Southwest Airlines décolle de Sacramento pour San Diego avec une escale à Los Angeles. L'équipage de sept personnes était composé du commandant de bord James (Jim) McFeron, 42 ans, de l'officier pilote de ligne Robert (Bob) Fox, 38 ans, du mécanicien navigant Martin Wahne, 44 ans, et de quatre agents de bord.
L'avion était un Boeing 727-214, immatriculé N533PS, totalisant un peu plus de 24 000 heures de vol et ayant effectué sa dernière visite de maintenance 2 semaines avant l'accident.
Le vol de Sacramento à Los Angeles s'est déroulé sans incident. À 8 h 34, le vol 182 a décollé de Los Angeles. Le copilote Robert Fox était le pilote aux commandes. Il y avait 128 passagers à bord dont 30 employés de PSA,. Le temps à San Diego ce matin-là était ensoleillé et clair avec 16 kilomètres de visibilité,.

### Cessna 172
Le Cessna 172 Skyhawk, monomoteur à hélice quadriplace, effectuait un vol d'instruction avec deux personnes à bord. L'instructeur, Martin Kazy Jr., 32 ans, possédait les qualifications monomoteur, multimoteur et vol aux instruments (IFR), ainsi qu'une licence de pilote commercial et un certificat d'instructeur IFR. Il avait à son actif 5 137 heures de vol. L'autre pilote, David Boswell, 35 ans, un sergent du corps des Marines des États-Unis, possédait des qualifications monomoteur et multimoteur et un certificat commercial. Il avait effectué 407 heures de vol au moment de l'accident et s'entraînait à l'approche ILS (système d'atterrissage aux instruments) dans le but d'obtenir sa qualification IFR.
Ils étaient partis de Montgomery Field et naviguaient en VFR (règles de vol à vue), ce qui ne nécessite pas de plan de vol. Boswell portait une visière limitant son champ de vision aux instruments, dans le cadre de sa formation IFR. Au moment de la collision, le Cessna était en procédure d'approche interrompue, en conditions météorologiques de vol à vue, depuis la piste 09 de San Diego, en direction du nord-est et en montée. Il était en contact radio avec le contrôle d'approche de San Diego.

## Accident

### Approche du vol PSA sur l'aéroport
À 8 h 59, le contrôle d'approche alerte l'équipage du PSA 182 de la présence d'un trafic à midi (droit devant), un mille nautique, puis d'un autre, un Cessna, à midi, trois nautiques. Le copilote l'aperçoit, et le commandant de bord annonce qu'ils ont le Cessna en vue. Ils sont alors  transférés sur la fréquence de la tour de contrôle de San Diego (Lindbergh Tower) pour l'approche finale et l'atterrissage.
Peu de temps après, comme l'a montré l'enregistrement de leur conversation, ils avaient perdu l'avion de vue et s'interrogeaient sur sa position,. À 9 h 0 min 50 s, ils annoncent par radio « Je pense qu'il passe à notre droite » (« I think he's pass(ed) off to our right »). Mais, d'après l'enregistrement radio de la tour, le début du message est coupé et le contrôleur entend « Il passe à notre droite » (« He's pass(ing) off to our right ») et suppose donc que le 727 avait le Cessna en vue, maintenant ainsi la séparation visuelle,.
À 9 h 1 min 21 s, le commandant suppose le Cessna est « probablement derrière nous maintenant », alors qu'il se trouvait en fait droit devant, plus bas, ayant dévié de sa trajectoire assignée en faisant un virage à droite, vers l'est, et le Boeing en descente se rapprochait rapidement de lui.

### Collision

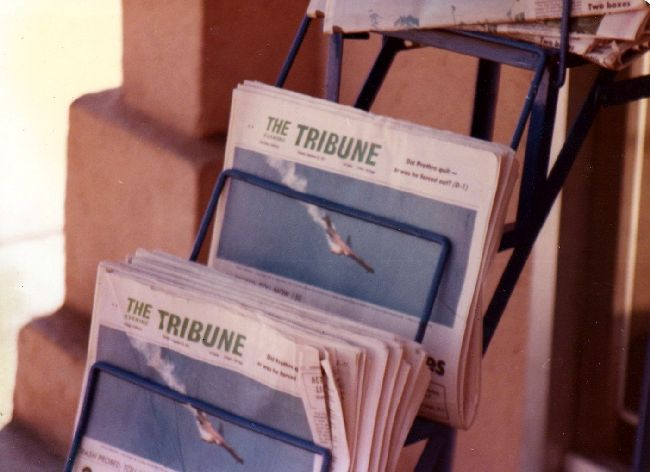
La presse américaine dès le lendemain de l'accident, avec en première page un des deux clichés pris par Hans Wendt.

Environ 19 secondes avant la collision, le système de contrôle émet une alerte automatisée de conflit. Le contrôleur ne transmet pas l'information à l'avion car « sur la base des informations dont il disposait, il a décidé que l'équipage du vol 182 agissait conformément à sa clairance de séparation à vue, qu'il effectuait une manœuvre de dépassement avec une distance de séparation inférieure au seuil du détecteur de conflit, et que, par conséquent, il n'y avait pas de conflit » et que de telles alertes étaient monnaie courante même en l'absence de conflit réel.
À 9 h 1 min 47 s, le Boeing rentre en collision avec le Cessna situé juste en dessous, tous deux à peu près cap à l'Est et à une altitude de 2 600 pieds (790 mètres). L'aile droite du 727 est très endommagée, ce qui rend l'avion incontrôlable et provoque une forte inclinaison à droite. Le réservoir de carburant à l'intérieur est rompu et déclenche un incendie. Huit secondes après la collision, le pilote annonce à la tour qu'ils chutent : « Tower, we're going down, this is PSA ». Le Cessna, sa dérive arrachée du fuselage et pliée vers la gauche, tombe également au sol, à 1 kilomètre environ au nord-ouest du 727.
Plusieurs témoins au sol ont d'abord entendu un fort bruit de « craquement » métallique suivi d'une explosion, puis aperçu des flammes,. Le photographe Hans Wendt, du bureau des relations publiques du comté de San Diego, présent pour un événement de presse en plein air, a pu prendre deux photographies du 727 en perdition quelques instants seulement après la collision, avec son aile droite en feu,. Le caméraman Steve Howell de KNSD (en), une chaîne de télévision locale, assistait au même événement et a réussi à saisir le Cessna tombant au sol, le son à l'impact du 727 et le nuage de fumée résultant de l'accident. La couverture de la catastrophe par le journal local The San Diego Evening Tribune, dont la une du lendemain reproduisait l'une des photos de Hans Wendt, lui a valu le prix Pulitzer 1979 de la catégorie Local, General, or Spot News Reporting.

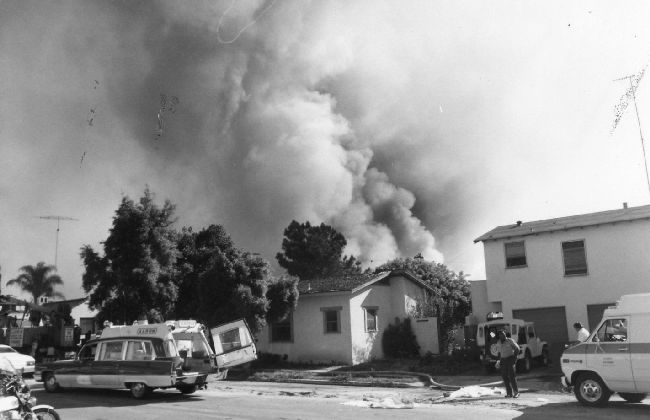
Nuage de fumée après l'écrasement du 727.

### Dégâts au sol

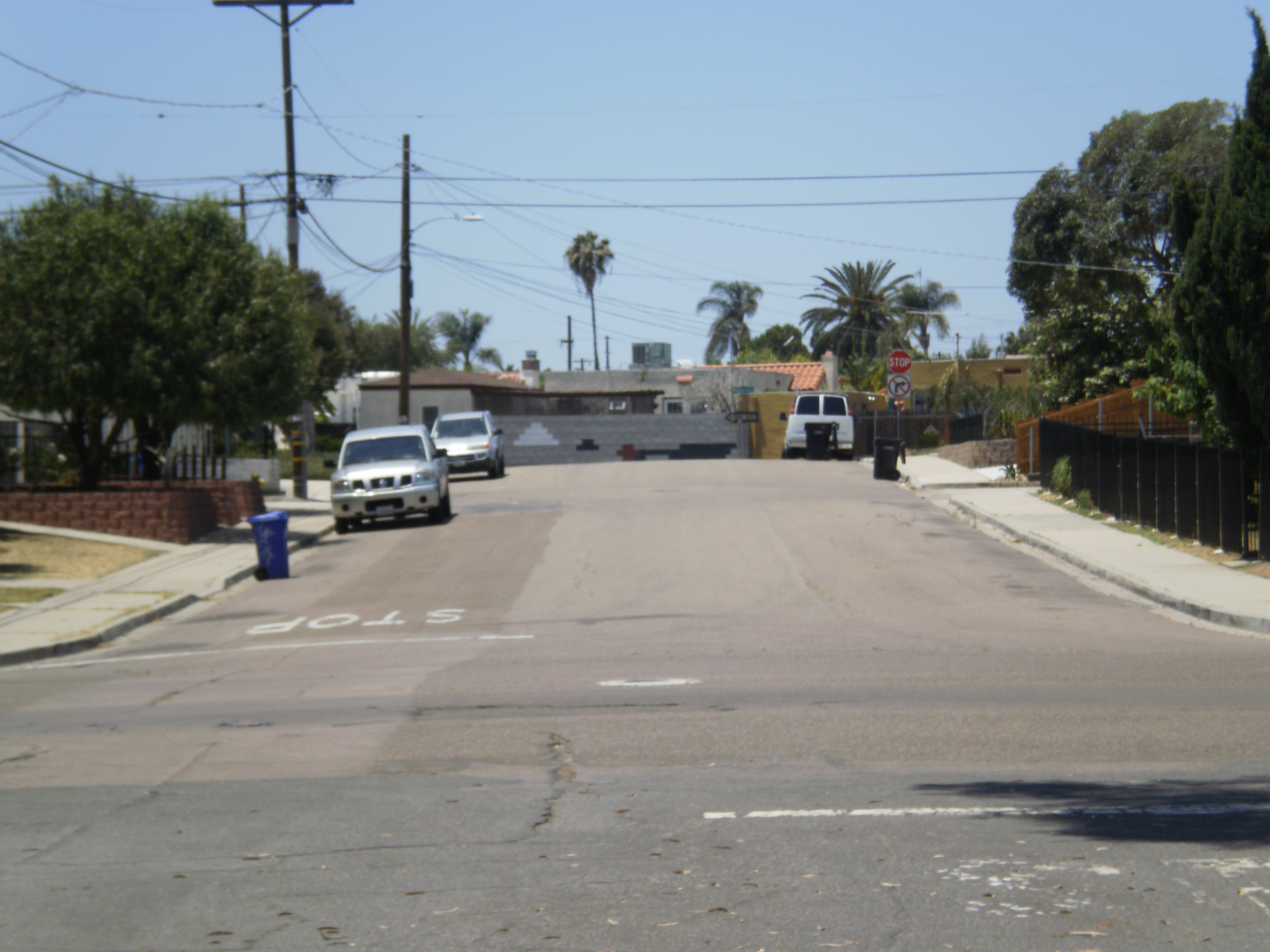
Lieu de l'écrasement du vol PSA 182 en 2010 : en regardant vers l'ouest le long de Dwight Street, l'intersection de Nile Street est au premier plan et l'intersection de Boundary Street en arrière-plan. L'impact initial était d'environ 10 mètres à droite du photographe, sur Nile Street.

Le PSA 182 heurte une maison à 4,8 kilomètres au nord-est de l'aéroport de Lindbergh, dans un quartier résidentiel de San Diego appelé North Park. À l'impact, il avait une vitesse de 480 km/h, une assiette à piquer et une inclinaison de 50° à droite. Les lectures sismographiques ont indiqué que l'impact s'est produit à 9 h 2 min 7 s, environ 2,5 secondes après la coupure de l'alimentation de l'enregistreur vocal. L'avion s'est écrasé juste à l'ouest de l'autoroute I-805 (aux coordonnées 32° 45′ N, 117° 08′ O), à environ 9 mètres au nord de l'intersection des rues Dwight et Nile, la majeure partie du champ de débris s'étalant vers la rue Boundary au sud-ouest. L'une des ailes de l'avion se trouvait dans une maison. 
Le plus gros morceau du Cessna est tombé à environ six pâtés de maisons de là, près de la 32e rue et de l'avenue Polk, aux coordonnées 32° 45′ 07,97″ N, 117° 07′ 32,57″ O. L'explosion et l'incendie provoqués par l'écrasement du 727 ont créé un nuage de fumée qui pouvait être vu sur des kilomètres et environ 60 % des services d'incendie de San Diego ont été envoyés sur les lieux. L'impact, l'explosion et les incendies ont complètement détruit le 727, ne laissant pas de morceaux importants à l'exception des moteurs, de l'empennage et du train d'atterrissage. Cependant, la zone d'impact et de débris était relativement petite en raison de l'angle de piqué important de l'avion.
Au total, 144 personnes ont perdu la vie dans l'accident, les 128 passagers et sept membres d'équipage du vol 182, les deux occupants du Cessna et sept résidents au sol,,.

## Enquête

### Visibilité des deux avions
Selon le conseil national de la sécurité des transports américain (NTSB), le Cessna pourrait avoir été une cible visuelle difficile pour les pilotes du 727, car il était en dessous d'eux et se confondait avec les maisons multicolores des quartiers résidentiels en dessous, comme le fuselage du Cessna était jaune et la plupart des maisons étaient également de couleur jaunâtre. De plus, le mouvement apparent du Cessna vu du Boeing a été minimisé, car les deux avions étaient approximativement sur le même cap. Une autre raison possible pour laquelle l'équipage de PSA avait du mal à observer le Cessna était que son fuselage était rendu visuellement plus petit en raison d'un effet de perspective, appelé raccourcissement. Cependant, le NTSB a également déclaré que « la surface blanche de l'aile du Cessna aurait pu présenter une cible relativement brillante au soleil du matin. »
Une étude citée dans le rapport du NTSB a conclu que le Cessna aurait dû être presque au centre du pare-brise du Boeing de 170 à 90 secondes avant la collision, et que, par la suite, il était probablement positionné sur la partie inférieure du pare-brise, juste au-dessus des essuie-glaces. L'étude a également indiqué que le pilote du Cessna aurait eu une vision d'environ 10 secondes du Boeing depuis la fenêtre de la porte gauche environ 90 secondes avant la collision, mais ensuite la visibilité sur le Boeing aurait été masquée par la structure du plafond du Cessna le reste du temps.
Cependant, après une enquête auprès plusieurs pilotes de la compagnie, le NTSB a remarqué que les pilotes n'utilisent pas forcément le repère visuel placé dans le cockpit (Eye Reference Point) pour les aider à régler la position de leur siège de façon à avoir un champ visuel optimal sur l'extérieur. À la place, ils auraient eu tendance à simplement régler le siège selon la position la plus confortable en fonction de chacun. Il est donc probable que les pilotes du Boeing n'ont pas vu le Cessna pendant les dernières secondes de vol, car il était situé juste au-dessus des essuie-glaces sur la vitre du cockpit, se trouvant donc trop bas selon le réglage des sièges des pilotes.
Si le Cessna avait maintenu le cap de 70° qui lui avait été attribué par le contrôleur au lieu de tourner à 90°, le NTSB estime que les avions se seraient ratés d'environ 1 000 pieds (300 mètres) au lieu de se heurter. En fin de compte, le NTSB a soutenu que, indépendamment de ce changement de cap, il incombait à l'équipage du 727 qui dépassait de se conformer à l'exigence réglementaire de passer « bien à l'écart » du Cessna.

### Rapport final et causes de l'accident

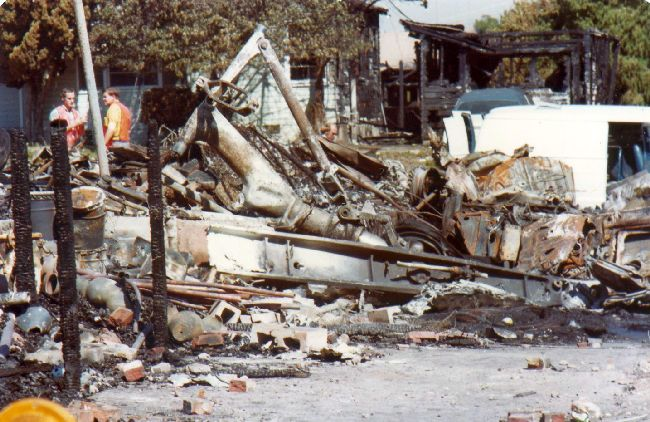
Morceaux du train d'atterrissage du 727 au milieu des débris de l'avion.

Le rapport du NTSB, publié le 20 avril 1979, a déterminé que la cause probable de l'accident était le fait que l'équipage du vol PSA n'avait pas suivi les procédures appropriées du contrôle de la circulation aérienne. L'équipage du vol 182 a perdu de vue le Cessna en violation des instructions du contrôleur de « garder une séparation visuelle avec le trafic » et ne l'a pas averti qu'il l'avait perdu de vue. Les erreurs du contrôleur aérien ont également été citées comme facteurs contributifs, notamment l'utilisation de procédures de séparation visuelle alors que la séparation avec l'aide du radar était disponible,. De plus, les pilotes du Cessna, pour des raisons inconnues, n'ont pas maintenu leur cap assigné est-nord-est de 070° après avoir effectué une approche aux instruments d'entraînement, et n'ont pas avisé le contrôleur de leur changement de route. À ce sujet, le rapport du NTSB a déclaré : « Selon le témoignage des contrôleurs et du chef-instructeur de vol adjoint du Gibbs Flite Center (propriétaire du Cessna), la transmission du contrôle d'approche au Cessna n'a imposé qu'une limitation d’altitude du pilote, il n’était pas tenu de maintenir le cap à 070°. Cependant, le chef-instructeur de vol adjoint a déclaré qu'il s'attendrait à ce que le pilote du [Cessna] vole dans la direction assignée ou informe le contrôleur s'il n'était pas en mesure de le faire. »

### Controverse sur la conclusion du rapport final

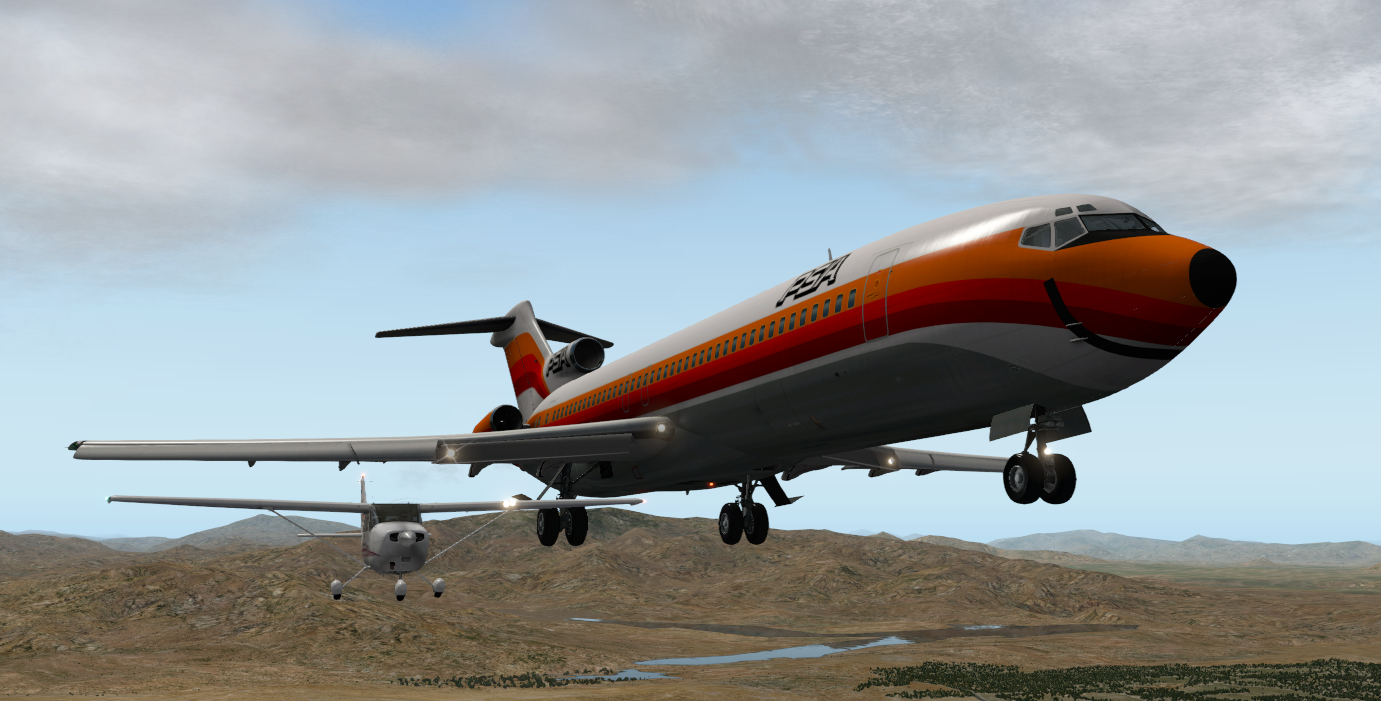
Reconstitution numérique de la position des deux appareils juste avant l'impact.

Dans le rapport original, Francis H. McAdams, membre du conseil d'administration du NTSB, s'est fortement demandé pourquoi le changement non autorisé de cap par le Cessna n'était pas spécifiquement cité comme « facteur contributif » dans le rapport final; au lieu de cela, il a été inscrit simplement comme une « constatation » (« findings »), ce qui a moins de poids dans le rapport. McAdams a également « fortement exprimé son désaccord » avec les autres membres sur d'autres questions, accordant plus de poids aux procédures du contrôleur inadéquates comme une autre « cause probable » de l'accident, plutôt que de les traiter comme un facteur contributif. McAdams a également ajouté « l'éventuelle mauvaise identification du Cessna par l'équipage de PSA en raison de la présence d'un troisième avion inconnu dans la région » comme facteur contributif. Les autres membres du conseil d'administration chargés du rapport n'ont pas cité cela comme une possibilité crédible. Dans un amendement d'août 1982 à la constatation de la cause probable, le NTSB a adopté les points de vue de McAdams concernant les défaillances du contrôleur et du pilote du Cessna.

### Autres constatations

Animation montrant l'approche des deux avions puis la collision résultante.

Le rapport indique que dans le cockpit du vol PSA, certaines conversations dans le cockpit n'étaient pas pertinentes pour le vol pendant les phases critiques. Le rapport indique que la conversation n'a pas été un facteur de l'accident, mais « qu'elle met en évidence les dangers inhérents à ce type d'environnement de cockpit pendant la descente et l'approche pour l'atterrissage ».
Les deux photographies du vol 182 prises par Hans Wendt, ont révélé que les volets de l'aile gauche étaient sortis alors que l'équipage tentait désespérément de diriger l'avion et que l'aile droite était en flamme et avait un gros morceau manquant là où le Cessna avait frappé. Bien qu'il soit évident que les volets ont été endommagés ou détruits par la collision, les enquêteurs du NTSB n'ont pas pu déterminer l'état du système hydraulique dans l'aile. L'aile droite étant extrêmement fragmentée, l'examen des débris n'a fourni aucune information utile. La conclusion finale du NTSB était que même si les conduites hydrauliques de l'aile droite n'étaient pas endommagées, les volets manquants et la propagation du feu auraient nui au profil aérodynamique de l'avion et, selon toute vraisemblance, le vol 182 était complètement incontrôlable après la collision.
6 recommendations de sécurité ont été émises par le NTSB à la suite de l'accident et de la publication du rapport final,.

## Conséquences
Au lendemain de l'accident sur la ville, une controverse a été renouvelée à San Diego sur le placement d'un aéroport très fréquenté dans une zone fortement peuplée. Malgré les propositions de relocalisation, l'aéroport international de San Diego, l'aéroport commercial à piste unique le plus fréquenté des États-Unis, est resté en service. Le lieu de l'accident a été bouclé par la police et l'est resté pendant toute une année.
À l'époque, l'accident du vol PSA 182 était la catastrophe aérienne la plus meurtrière des États-Unis,, mais elle fut dépassée huit mois plus tard, le 25 mai 1979, lorsque le DC-10 du vol American Airlines 191 s'écrasa à Chicago. Il s'agit toujours de la pire catastrophe aérienne de l'État de Californie.

### Recommandations
À la suite de l'accident, le NTSB a recommandé la mise en place immédiate d'une zone de service radar terminal autour de l'aéroport de San Diego pour permettre la séparation des aéronefs, ainsi qu'un examen immédiat des procédures de contrôle pour toutes les zones terminales fréquentées. Cette règle initiale ne visait pas les petits aéronefs d'aviation générale. Par conséquent, le 15 mai 1980, la FAA (Federal Aviation Administration) a mis en place ce qu'on appelle l'espace aérien de classe B pour permettre la séparation de tous les aéronefs opérant dans la région. De plus, tous les aéronefs, quelle que soit leur taille, doivent fonctionner sous « contrôle radar positif », une règle qui autorise uniquement le contrôle radar depuis le sol pour tous les aéronefs évoluant dans l'espace aérien de l'aéroport.
Au moment de l'accident, l'aéroport de Lindbergh était le seul aéroport du comté de San Diego à disposer d'un système d'atterrissage aux instruments (ILS). Étant donné que le pilote du Cessna pratiquait les atterrissages aux instruments, la FAA a rapidement installé le système à Montgomery Field et à l'aérodrome McClellan-Palomar (en), ainsi qu'une approche de localisation sur le terrain de Gillespie (en), afin de permettre aux pilotes de s'entraîner sur des aéroports plus petits.
À la suite de cette collision et d'autres collisions en vol (dont une presque identique en 1986), le « système d'alerte et d'évitement des collisions » (TCAS) est désormais installé dans tous les avions commerciaux de passagers et dans la plupart des avions-cargos,,. Le TCAS donne aux pilotes des avertissements visuels et sonores dans le cockpit lorsque deux aéronefs s'approchent l'un de l'autre et ordonne aux pilotes de monter ou de descendre pour éviter l'autre appareil. Cependant, le système ne fonctionne que si au moins un avion est équipé d'un TCAS et l'autre d'un transpondeur. Après la collision aérienne de Cerritos en 1986, tous les vols dans un espace aérien de classe B doivent être équipés d'un transpondeur mode C, avec information d'altitude. L'Organisation de l'aviation civile internationale (OACI) n'exige pas de TCAS sur le type de petits avions monomoteurs qui ont été impliqués dans la catastrophe de PSA ou celui impliquant Aeroméxico. Seuls les aéronefs certifiés pour transporter 19 passagers ou plus ou dont la masse maximale au décollage est supérieure à 12 600 lb (5 700 kg) sont concernés par la règle TCAS.

## Mémoriaux

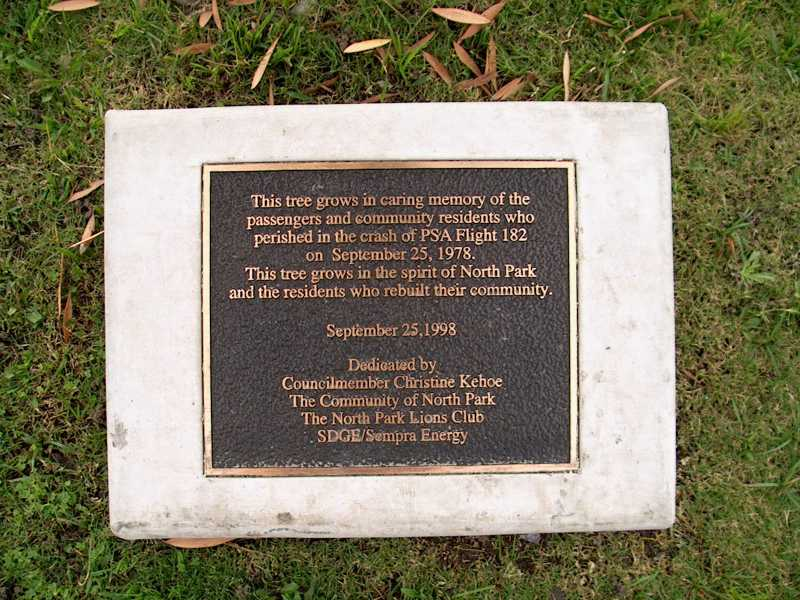
Plaque honorant les victimes de l'accident.

Une plaque commémorative en l'honneur de ceux qui sont morts dans les deux avions et au sol est située dans le musée de l'air et de l'espace de San Diego. À l'occasion du 20e anniversaire de l'accident, en 1998, un arbre a été planté à côté de la bibliothèque de North Park et une plaque commémorative a été dédiée à ceux qui ont perdu la vie,,,.
Tous les ans depuis l'accident, plus de 100 parents et amis des victimes du vol PSA 182 se rassemblent dans les rues Dwight et Nile à North Park pour un mémorial et pour commémorer les victimes,,.

## Médias
L'accident a fait l'objet d'un épisode dans la série télévisée Air Crash nommé « Dans le collimateur » (saison 11 - épisode 8).

## Galerie
Quelques photos originales du lieu de l'accident, après le crash du vol PSA 182, publiées par musée de l'air et de l'espace de San Diego.

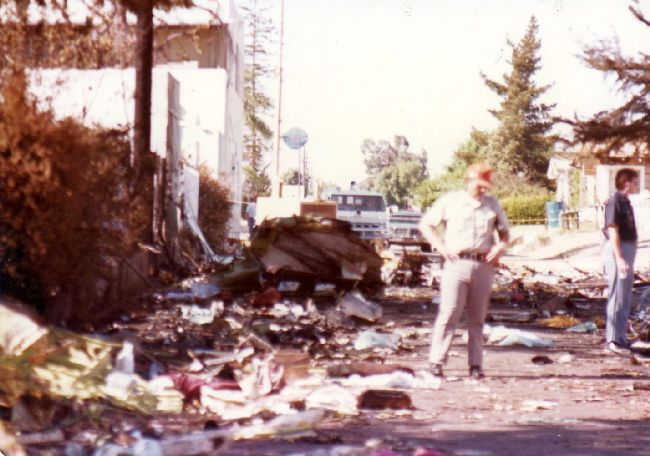
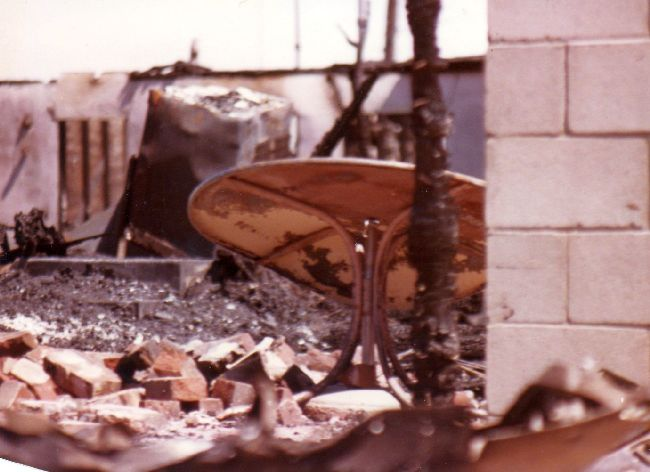
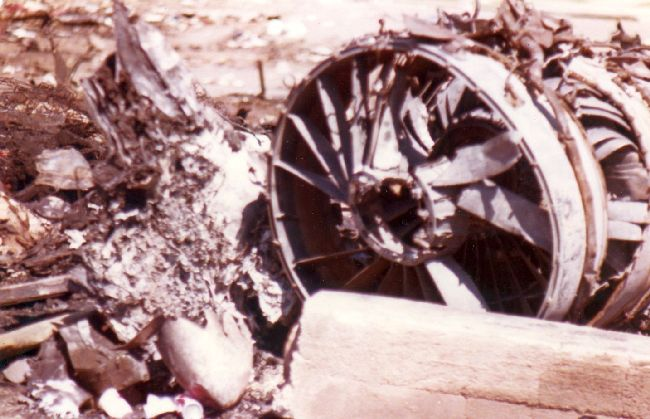
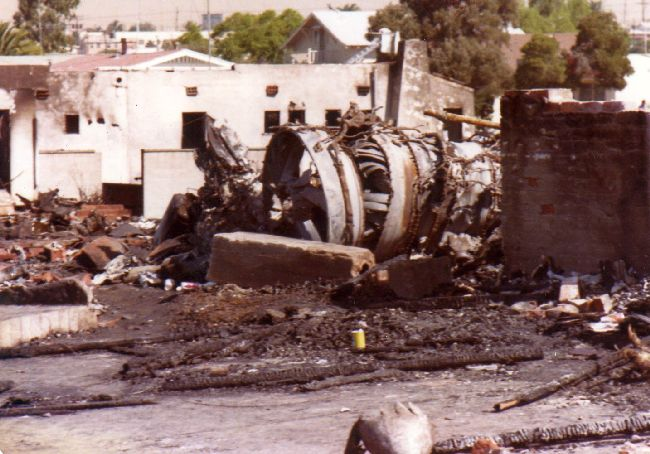
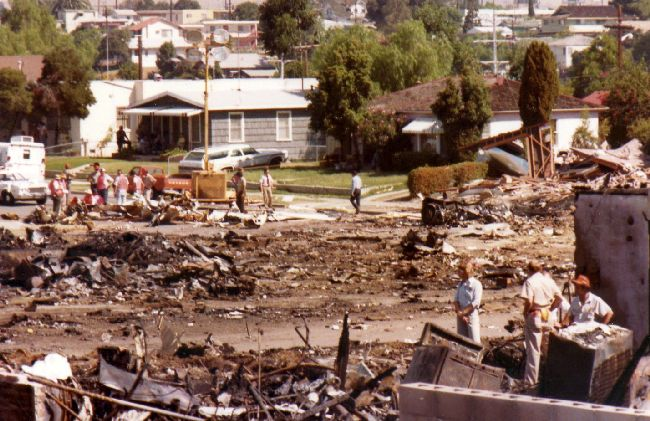
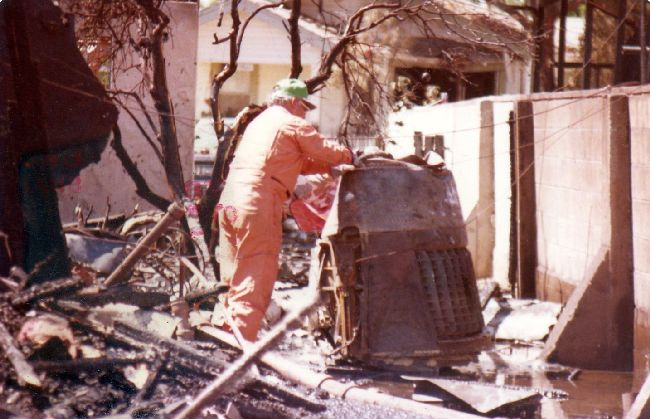
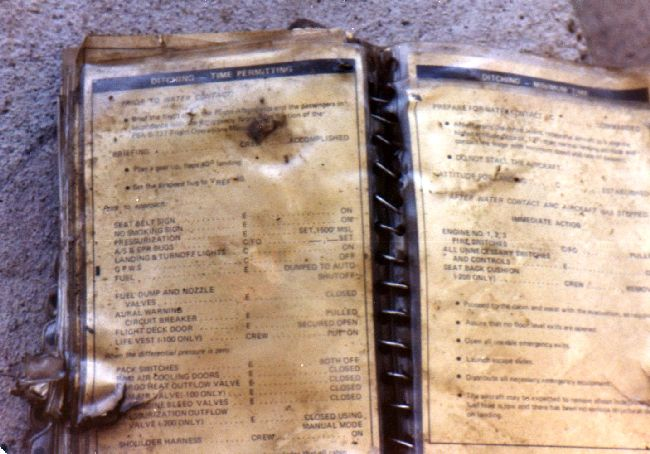
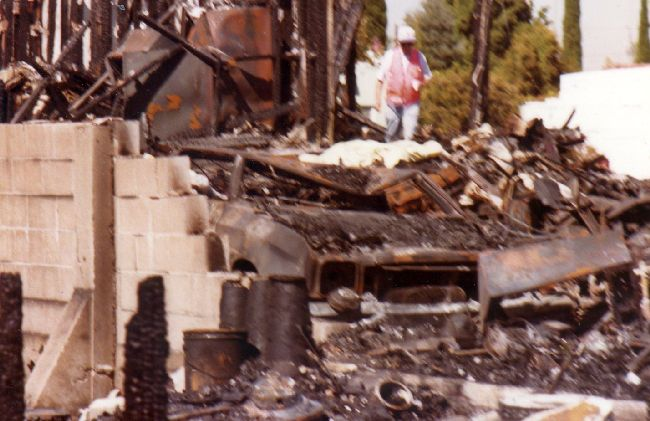
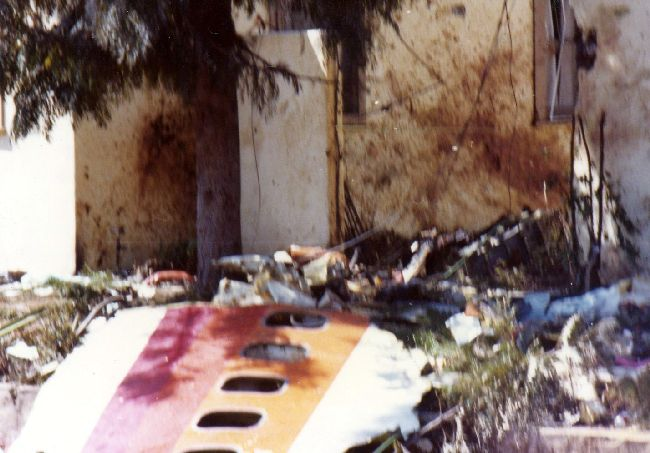
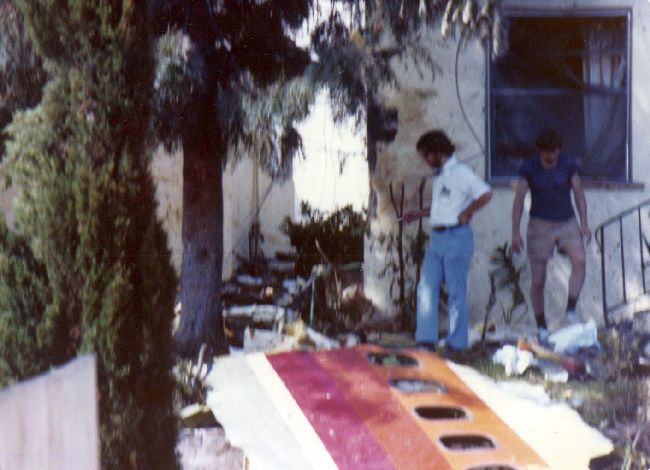
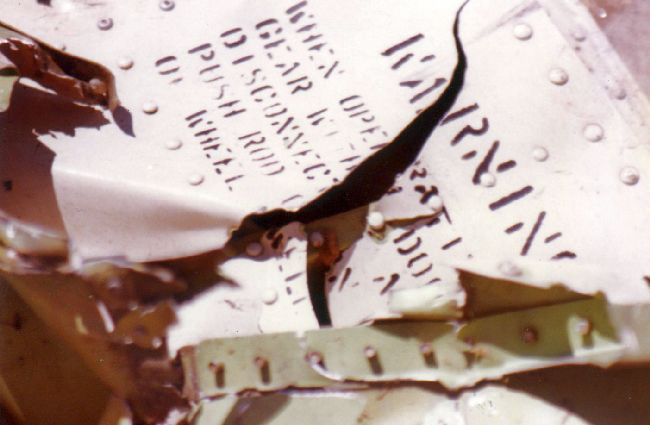
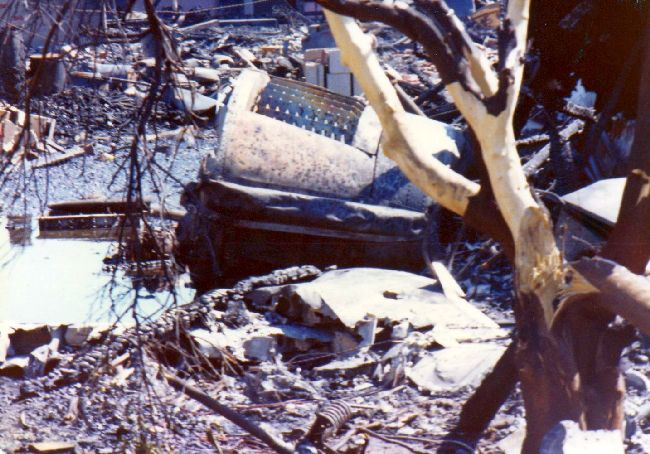
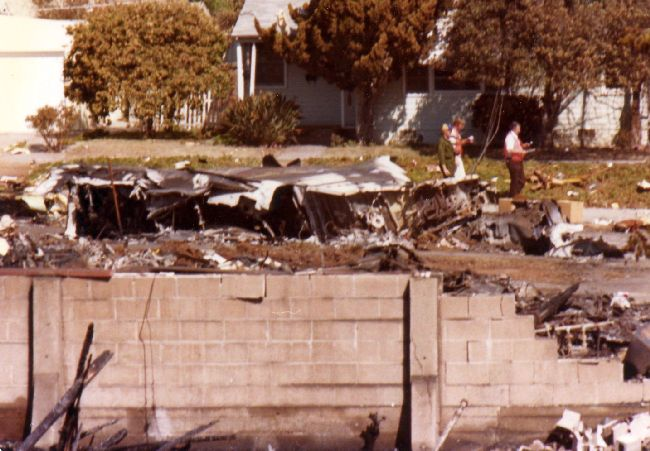
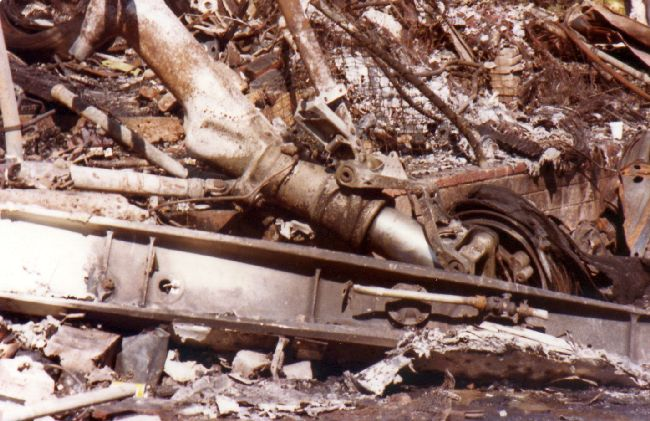
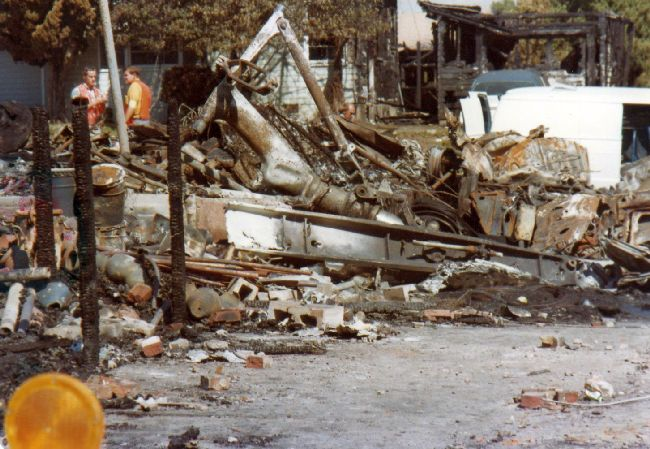
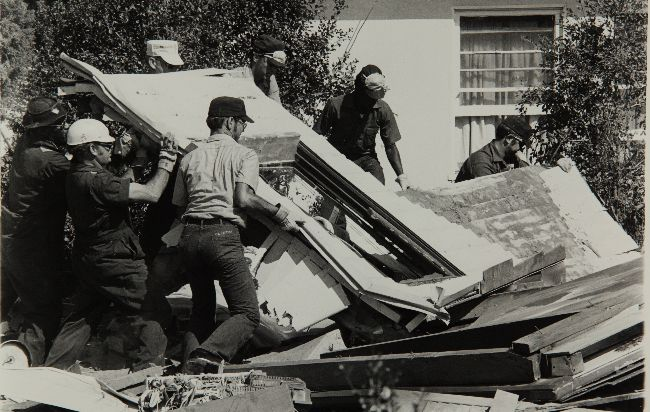
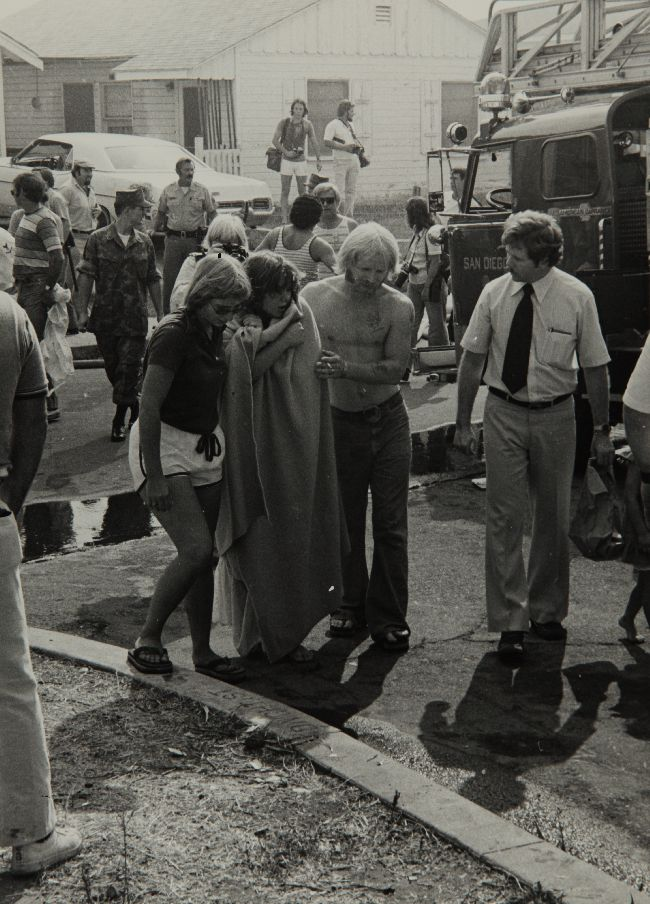
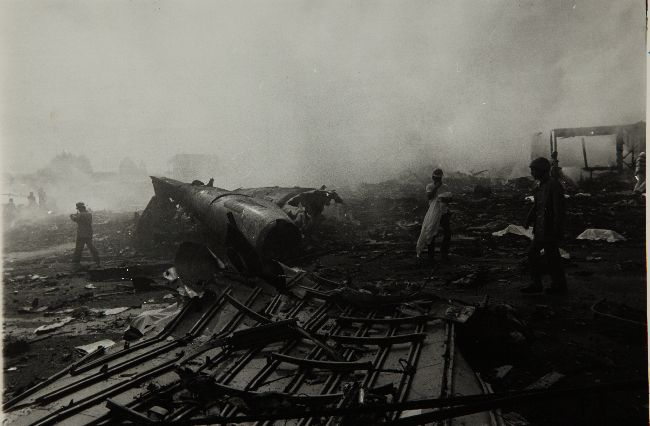
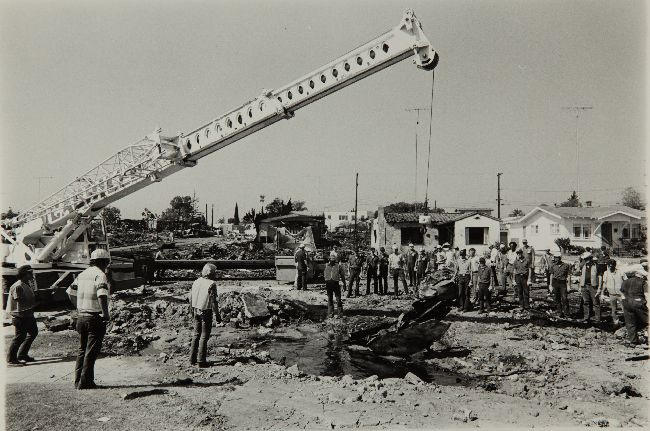
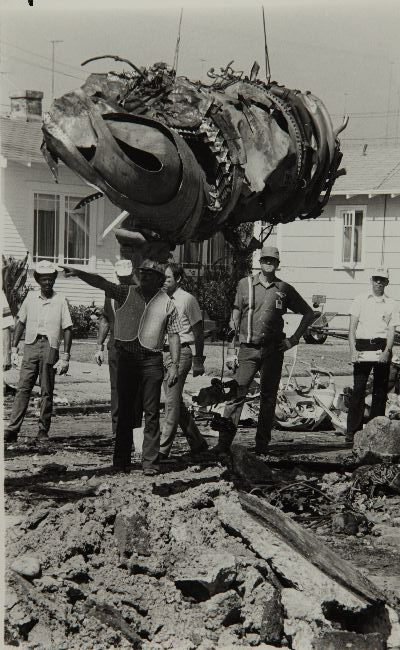

### Rapport final, Conseil national de la sécurité des transports, 1979
1. 1 2 3  NTSB 1979, p. 2.
2. ↑  NTSB 1979, p. 46.
3. ↑  NTSB 1979, p. 49.
4. 1 2 3  NTSB 1979, p. 1.
5. 1 2  NTSB 1979, p. 47.
6. 1 2  NTSB 1979, p. 3.
7. ↑  NTSB 1979, p. 4, 62.
8. ↑  NTSB 1979, p. 12.
9. 1 2 3 4  NTSB 1979, p. 30.
10. ↑  NTSB 1979, p. 31.
11. 1 2 3 4  NTSB 1979, p. 4.
12. 1 2  NTSB 1979, p. 8.
13. 1 2  NTSB 1979, p. 29.
14. ↑  NTSB 1979, p. 28.
15. ↑  NTSB 1979, p. 66.
16. 1 2 3  NTSB 1979, p. 13.
17. ↑  NTSB 1979, p. 13, 67.
18. 1 2 3 4  NTSB 1979, p. 37.
19. ↑  NTSB 1979, p. 21.
20. 1 2 3  NTSB 1979, p. 39.
21. ↑  NTSB 1979, p. 35.
22. ↑  NTSB 1979, p. 44.
23. ↑  NTSB 1979, p. 36.
24. ↑  NTSB 1979, p. 33.
25. ↑  NTSB 1979, p. 32.

### Autres sources
1. ↑  (en) Daniel Morley, « TBT (Throwback Thursday) in Aviation History : The Airline With a Smile » [« (Retour en arrière) dans l'histoire de l'aviation : la compagnie aérienne avec un sourire »], sur airlinegeeks.com, AirlineGeeks, 19 mars 2015 (consulté le 24 avril 2020).
2. ↑  (en) Aviation Safety Network, « Incident description - N973PS - 15/01/1969 », sur aviation-safety.net (consulté le 24 avril 2020).
3. ↑  (en) JetPhotos (photogr. Frank C. Duarte Jr.), « Photo of N533PS - Boeing 727-214 - Pacific Southwest Airlines (PSA) », sur www.jetphotos.com, 28 février 1977 (consulté le 25 avril 2020).
4. ↑  (en) « PSA Flight 182 & 1771 Memorial Page » [« Page commémorative des vols PSA 182 et 1771 »], cette page est dédiée aux employés de PSA ayant perdu sur les vols 182 et 1771, sur www.jetpsa.com (site personnel) (consulté le 24 avril 2020).
5. ↑  (en) « About PSA : Incidents » [« À propos de PSA : Incidents »], sur www.psa-history.org (site personnel) (consulté le 24 avril 2020).
6. ↑  (en) Bill Walton, « PSA Flight 182: VFR on a Beautiful Morning Spelled Disaster » [« Vol PSA 182 : une belle matinée en VFR qui a mené à la catastrophe »], sur www.avgeekery.com, 25 septembre 2018 (consulté le 24 avril 2020).
7. 1 2 3 4  Air Crash - Saison 11 - Épisode 6 - « Dans le collimateur ».
8. 1 2  (en) Cockpit Voice Recorder Database, « CVR transcript - PSA Flight 182 » [« Transcription de l'enregistreur phonique - Vol PSA 182 »], sur www.tailstrike.com (consulté le 24 avril 2020).
9. ↑  (en) Richard Within, « Tape Shows Coast Jet Lost Sight Of Small Plane Before the Crash » [« Une bande audio indique que l'équipage du jet a perdu de vue le petit avion avant l'accident »], sur www.nytimes.com, The New York Times, 21 novembre 1978 (consulté le 24 avril 2020).
10. ↑  (en) Associated Press, « Controllers say they acted properly » [« Les contrôleurs disent qu'ils ont agi correctement »], The Gadsden Times, 29 novembre 1978 (consulté le 24 avril 2020).
11. ↑  (en) Peter Rowe (photogr. Joe Holly), « PSA crash at 40: A page of San Diego history 'written in blood' » [« 40 ans de l'accident de PSA : une page de l'histoire de San Diego «écrite dans le sang» »], sur www.latimes.com, Los Angeles Times, 26 septembre 2018 (consulté le 24 avril 2020).
12. 1 2  (en) Associated Press, « Eyewitness tells about plane crash » [« Un témoin oculaire raconte l'accident d'avion »], The Spokesman-Review, 28 novembre 1978 (consulté le 24 avril 2020).
13. ↑  (en) Associated Press, « Eyewitness describe tragic stories of death » [« Un témoin oculaire décrit une histoire tragique de morts »], Observer–Reporter, 26 septembre 1978 (consulté le 24 avril 2020).
14. 1 2  (en) Bryan Swopes (photogr. Hans Wendt), « 25 September 1978, 16:02:07 UTC », sur www.thisdayinaviation.com, 2016 (consulté le 23 avril 2020).
15. 1 2  (en) Mike Granberry, « A Twist of Fate : 'Most of What I Got . . . Was Pure Embarrassment' » [« Un tour du destin : « La plupart de ce que j'ai obtenu . . . était de la pure gêne » »], sur www.latimes.com, Los Angeles Times, 22 juillet 1985 (consulté le 24 avril 2020).
16. ↑  (en) [vidéo] The Weather Channel, « Plane Crash Caught on Camera », sur YouTube.
17. ↑  (en) Prix Pulitzer, « 1979 Pulitzer Prizes » [« Prix Pulitzer 1979 »], sur www.pulitzer.org (consulté le 24 avril 2020).
18. ↑  (en) Christina Bravo, « San Diego Remembers Victims of PSA Flight 182 Tragedy in North Park » [« San Diego se souvient des victimes de la tragédie du vol 182 de PSA à North Park »], sur www.nbcsandiego.com, NBC 7 San Diego, 25 septembre 2019 (consulté le 24 avril 2020).
19. 1 2  (en) United Press International, « Airliner, plane collide; 139 die in 'worst crash' » [« Un avion de ligne et un petit avion entrent en collision ; 139 morts dans le «pire accident» »], sur www.upi.com, 25 septembre 1978 (consulté le 24 avril 2020).
20. ↑  (en) Lou Cannon, Carl M. Cannon et al., « Planes Collide, Killing 142 » [« Des avions entrent en collision, tuant 142 personnes »], sur www.washingtonpost.com, The Washington Post, 26 septembre 1978 (consulté le 24 avril 2020).
21. ↑  (en) David Smollar, « 10 Years and Many Nightmares Later . . . : Talk, Time Help Ease Vivid Memories of Flight 182 Crash » [« 10 ans et de nombreux cauchemars plus tard . . . : Parler et le temps aident à effacer les souvenirs vivants de l'accident du vol 182 »], sur www.latimes.com, Los Angeles Times, 25 septembre 1988 (consulté le 24 avril 2020).
22. ↑  (en) Peter Rowe (photogr. Howard Lipin), « PSA co-founder's final mission: clearing the reputation of Flight 182's crew in San Diego air disaster » [« La mission finale du co-fondateur de PSA : nettoyer la réputation de l'équipage du vol 182 lors de la catastrophe aérienne de San Diego »], sur www.sandiegouniontribune.com, The San Diego Union-Tribune, 24 juin 2019 (consulté le 24 avril 2020).
23. ↑  (en) Aviation Safety Network, « Accident description - PSA 182 », sur aviation-safety.net (consulté le 24 avril 2020).
24. ↑  (en) Associated Press, « Controversy over airport » [« Controverse sur l'aéroport »], Observer–Reporter, 26 septembre 1978 (consulté le 24 avril 2020).
25. ↑  (en) Troy Lennon, « Midair collision sent planes hurtling into San Diego suburb » [« Une collision en vol a précipité des avions dans la banlieue de San Diego »], sur www.dailytelegraph.com.au, The Daily Telegraph (Australie), 24 septembre 2018 (consulté le 24 avril 2020).
26. ↑  « PSA 182, collision à San Diego », sur www.crashdehabsheim.net (site personnel) (consulté le 24 avril 2020).
27. ↑  (en) Aviation Safety Network, « Accident description - American Airlines 191 », sur aviation-safety.net (consulté le 24 avril 2020).
28. ↑  (en) Adam Luscher, « PSA Flight 182 crash: how a routine commuter flight turned into an apocalyptic disaster » [« Accident du vol PSA 182 : comment un vol régional de routine s'est transformé en une catastrophe apocalyptique »], sur www.independent.co.uk, The Independent, 26 septembre 2018 (consulté le 24 avril 2020).
29. 1 2 3  (en) James Steinberg, « Lessons from disaster : New rules and new technology virtually eliminate chances of repeat » [« Leçons d'une catastrophe : De nouvelles règles et de nouvelles technologies éliminent pratiquement les chances de répétition »], sur www.signonsandiego.com, The San Diego Union-Tribune, 21 septembre 1998 (version du 25 septembre 2008 sur Internet Archive).
30. ↑  (en) Federal Aviation Administration, « Lessons Learned : PSA 727, San Diego and Aeromexico DC-9, Los Angeles, Midair Collisions with General Aviation Aircraft » [« Leçons apprises : PSA 727, San Diego et Aeromexico DC-9, Los Angeles, collisions en vol avec des avions de l'aviation générale »], sur lessonslearned.faa.gov (consulté le 24 avril 2020).
31. ↑  (en) Ken Harrison, « Unforgotten : PSA Flight 182 crashed in North Park 36 years ago today » [« Inoubliable : Le vol PSA 182 s'est écrasé à North Park il y a 36 ans aujourd'hui »], sur www.sandiegoreader.com, San Diego Reader, 25 septembre 2014 (consulté le 24 avril 2020).
32. ↑  Ministère de la Transition écologique et solidaire, Direction générale de l'Aviation civile et al., « TCAS & Mixité de trafic : Être vu, voir et éviter », document de synthèse [PDF], sur www.ecologique-solidaire.gouv.fr, 29 novembre 2018 (consulté le 25 avril 2020).
33. ↑  (en) Dorian Hargrove, « North Park memorial for 1978 PSA crash that killed 144 : Relatives want more than small plaques » [« Mémorial de North Park pour l'accident de PSA en 1978 qui a tué 144 personnes : les parents veulent plus que de petites plaques »], sur www.sandiegoreader.com, San Diego Reader, 24 mars 2014 (consulté le 24 avril 2020).
34. ↑  (en) City News Service, « San Diego Remembers Crash Of PSA Flight 182 » [« San Diego se souvient de l'accident du vol PSA 182 »], sur www.kpbs.org, 25 septembre 2018 (consulté le 24 avril 2020).
35. ↑  (en) Diane Bell, « Column: Impact of PSA Flight 182 crash still strong 40 years later » [« Chronique : l'impact de l'accident du vol PSA 182 toujours aussi fort 40 ans plus tard »], sur www.sandiegouniontribune.com, The San Diego Union-Tribune, 24 septembre 2018 (consulté le 24 avril 2020).
36. ↑  (en) Alexander D. Bevil, « "Memories That Will Never Go Away” The Crash of Flight 182 and Its Aftermath » [« « Des souvenirs qui ne s'en iront jamais », le crash du vol 182 et ses conséquences »], sur sandiegohistory.org, San Diego History Center, printemps 2017 (consulté le 24 avril 2020).
37. ↑  (en) Phil Derner Jr., « After 37 Years, Remembering the Horrors and Sacrifices of PSA Flight 182 » [« Après 37 ans, en souvenir des horreurs et des sacrifices du vol PSA 182 »], sur www.nycaviation.com, NYCAviation, 22 septembre 2015 (consulté le 24 avril 2020).
38. ↑  (en) City News Service, « PSA Flight 182: Victims remembered on 41st anniversary of San Diego plane crash » [« Vol PSA 182 : les victimes se souviennent, 41e anniversaire de l'accident d'avion de San Diego »], sur www.10news.com, 25 septembre 2019 (consulté le 24 avril 2020).
39. ↑  (en) KUSI-TV, « Memorial held in North Park on 41st Anniversary of PSA Flight 182 crash » [« Un mémorial tenu à North Park lors du 41e anniversaire de l'accident du vol PSA 182 »], sur www.kusi.com, 25 septembre 2019 (consulté le 24 avril 2020).

### Vidéos
- (en) [vidéo] CBS 8 San Diego, « News 8 raw video of aftermath of PSA Flight 182 crash », sur YouTube.
- (en) [vidéo] CBS 8 San Diego, « Aerial footage after crash of PSA Flight 182 in North Park, San Diego in 1978 », sur YouTube.
- (en) [vidéo] CBS 8 San Diego, « News 8 report from PSA headquarters following Flight 182 plane crash in 1978 », sur YouTube.
- (en) [vidéo] CBS 8 San Diego, « October 1978: North Park, San Diego, one month after PSA Flight 182 crash », sur YouTube.
- (en) [vidéo] CBS 8 San Diego, « News 8 report on investigation following PSA Flight 182 crash in North Park, San Diego in 1978 », sur YouTube.
- (en) [vidéo] The Weather Channel, « Plane Crash Caught on Camera », sur YouTube.
- (en) [vidéo] ABC 10 News, « Families honor PSA 182 crash victims », sur YouTube.
- (en) [vidéo] ABC 10 News, « PSA Flight 182 crash witnesses recall tragedy », sur YouTube.